# Mamon

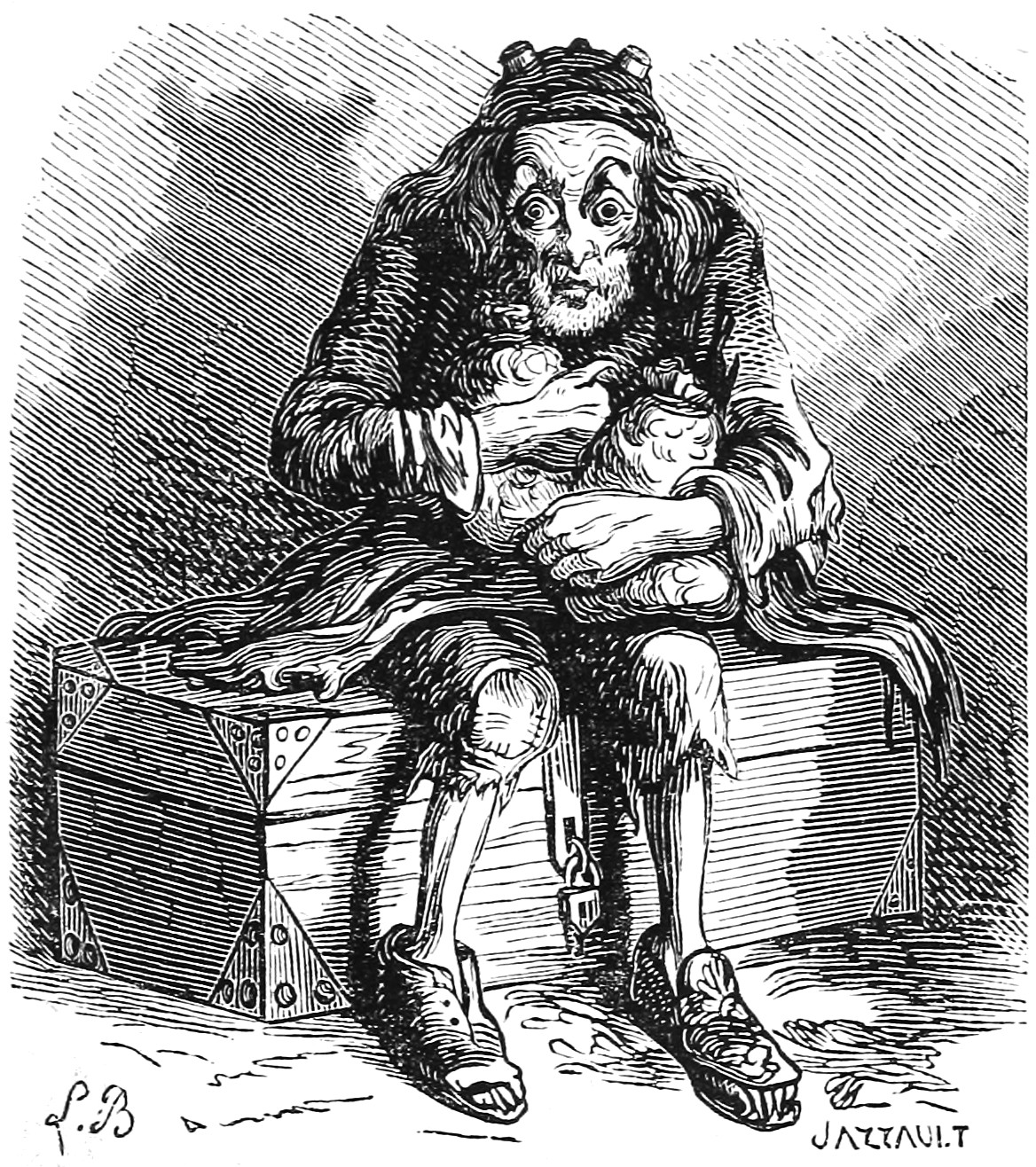
Mamon. Ilustrace z knihy Dictionnaire infernal Jacquese Augusta Simona Collina de Plancy od Louise Le Bretona, 6. vydání, 1863.

Mamon (hebrejsky: מָמוֹן) znamená doslova „bohatství, majetek“. Slovo je údajně odvozeno z hebrejského slovesného kořene, jenž označuje „to, v co člověk doufá, čemu věří, nač spoléhá“. V přeneseném smyslu se slovo v českém jazyce používá pro označení nezřízené touhy po majetku. Takové použití slova mamon je doloženo i v hebrejsky a aramejsky psaných výkladech Bible 2. století n. l.
V některých přepisech Bible, například v evangeliu sv. Lukáše nebo sv. Matouše, je Mamon ztělesňován jako démon. V období středověku a poté i v pozdější době je Mamon personifikován jako démon chamtivosti a touhy po bohatství.